# Mous Lamrabat
Mous Lamrabat (1983) is een Belgische modefotograaf. Hij is internationaal actief en woont in Gent. 

## Biografie
Mous Lamrabat werd geboren in Temsamane, Marokko en groeide vanaf zijn zesde op in Sint-Niklaas, in een gezin van negen kinderen. Hij volgde interieurvormgeving aan het KASK te Gent.
Op vlak van fotografie is hij  autodidact. Hij werd bekend door de tentoonstelling Mousganistan in Sint-Niklaas. Na de verkiezingen van 2019 bracht hij een boodschap over racisme in België met fotomateriaal van Ku Klux Klan-mutsen. Deze verschenen op Vogue Italia en online. Door de mediastorm die hierop volgde, kreeg hij haatberichten en voelde hij zich genoopt het werk offline te halen.
In november 2022 hing de Arenbergschouwburg vier portretten van Noord-Afrikaanse fotomodellen (drie vrouwen met een hoofddoek en één man met stickertjes op zijn handen en gezicht)  van Mous in de trappenhal, maar op last van schepen Nabilla Ait Daoud werden ze in maart 2023 verwijderd om weer plaats te ruimen voor de historische portretschilderijen die er voordien al 140 jaar hingen.

## Werk
Zijn werk is gekenmerkt door de combinatie van Westerse en Noord-Afrikaanse symbolen. Hij werkte reeds voor Elle, Stromae, Vogue Italia, Burberry en Esquire. 
De tentoonstelling Mousganisatan was onder andere te bezichtigen in Amsterdamse fotomuseum Foam. Mous toonde zijn werk ook op het Lagos Photo Festival te Londen. 